# Elizabeth George
Susan Elizabeth George (Warren 26 de fevereiro de 1949) é uma escritora norte-americana de mistério ambientados na Grã Bretanha. Onze de seus romances, tendo por personagem principal o inspetor Lynley, foram adaptados para a televisão pela BBC numa série chamada The Inspector Lynley Mysteries.

## Biografia
Apesar de nascida em Warren,  no Ohio, mudou-se para a região de San Francisco quando tinha apenas um ano e meio. Estudou Inglês, obtendo o certificado de professora. Enquanto lecionava Inglês na rede pública de ensino, completou sua graduação avançada em psicologia.
Seu primeiro romance publicado foi A Great Deliverance de 1988, trazendo o personagem Thomas Lynley, Lord Asherton, um inspetor da Scotland Yard de origem nobre; a detetive sargento Barbara Havers, sua parceira; Lady Helen Clyde, namorada e depois esposa e os amigos dele, Simon e Deborah St. James. A obra, publicada pela Bantam Books, venceu a edição de 1988 do Agatha Awards.

### Inspetor Lynley
- A Great Deliverance, 1988 (ISBN 0-553-27802-9)
- Payment in Blood, 1989 (ISBN 0-553-28436-3)
- Well-Schooled in Murder, 1990 (ISBN 0-553-28734-6)
- A Suitable Vengeance, 1991 (ISBN 0-553-29560-8)
- For the Sake of Elena, 1992 (ISBN 0-553-56127-8)
- Missing Joseph, 1992 (ISBN 0-553-56604-0)
- Playing for the Ashes, 1993 (ISBN 978-0-553-09262-2)
- In the Presence of the Enemy, 1996 (ISBN 978-0-553-09265-3)
- Deception on His Mind, 1997 (ISBN 978-0-553-10234-5)
- In Pursuit of the Proper Sinner, 1999 (ISBN 978-0-553-10235-2)
- A Traitor to Memory, 2001 (ISBN 978-0-553-80127-9)
- The Evidence Exposed, 2001 (ISBN 978-0-340-75063-6]
- I, Richard, 2002 (ISBN 978-0-553-80258-0)
- A Place of Hiding, 2003 (ISBN 978-0-553-80130-9)
- Write Away, 2004 (ISBN 978-0-06-056042-3) [não-ficção]
- A Moment on the Edge, 2004 (ISBN 978-0-06-058821-2)
- With No One as Witness, 2005 (ISBN 978-0-06-079845-1)
- What Came Before He Shot Her, 2006 (ISBN 978-0-06-054562-8)
- Careless in Red, 2008 (ISBN 978-0-06-116087-5)
- This Body of Death, 2010 (ISBN 978-0-06-116088-2)
- Believing The Lie, 2012 (ISBN 9780525952589)
- Just One Evil Act, 2013 (ISBN 9781444706000)
- A Banquet of Consequences, 2015 (ISBN 9780525954330)
- The Punishment She Deserves, 2018 (ISBN 978-1-44-4786613)

### Série The Edge of Nowhere
- The Edge of Nowhere, 2012 (ISBN 9781444719956)
- The Edge of the Water, 2013  (ISBN 9780670012978)
- The Edge of the Shadows, 2016
- The Edge of the Light, 2016

### Não-ficção
- Write Away, 2004 (ISBN 9780060560423)
- Mastering the Process - from Idea to Novel, 2020